# Бук плакучої форми
Бук плаку́чої фо́рми — ботанічна пам'ятка природи місцевого значення в Україні. Розташована в межах міста Трускавця Львівської області, на бульварі Ю. Дрогобича (біля будинків № 1 і 3а). 
Площа 0,01 га. Статус надано 1984 року. Перебуває у віданні санаторію «Берізка». 
Статус надано з метою збереження рідкісного дерева — бука плакучої форми.

## Галерея

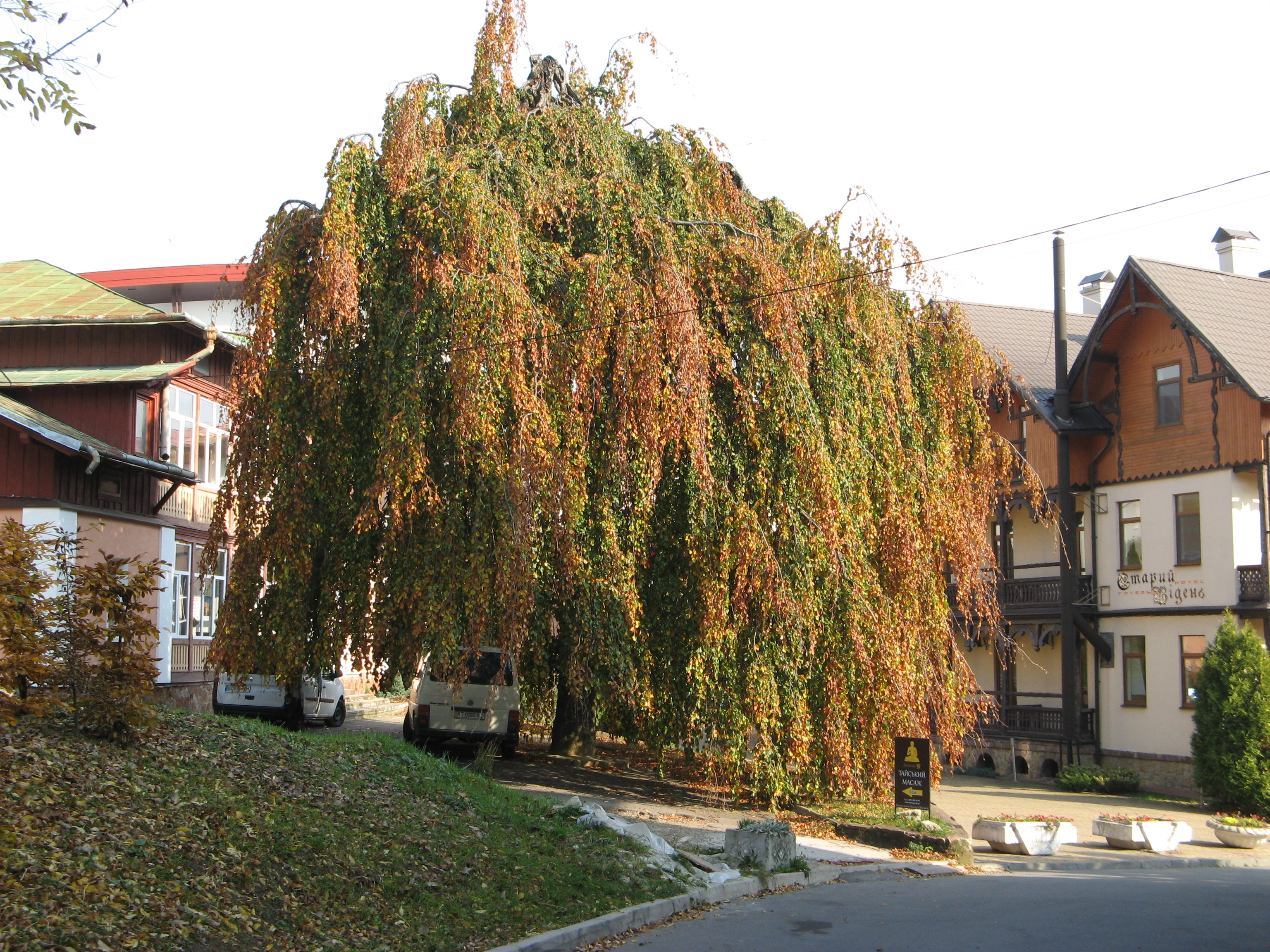
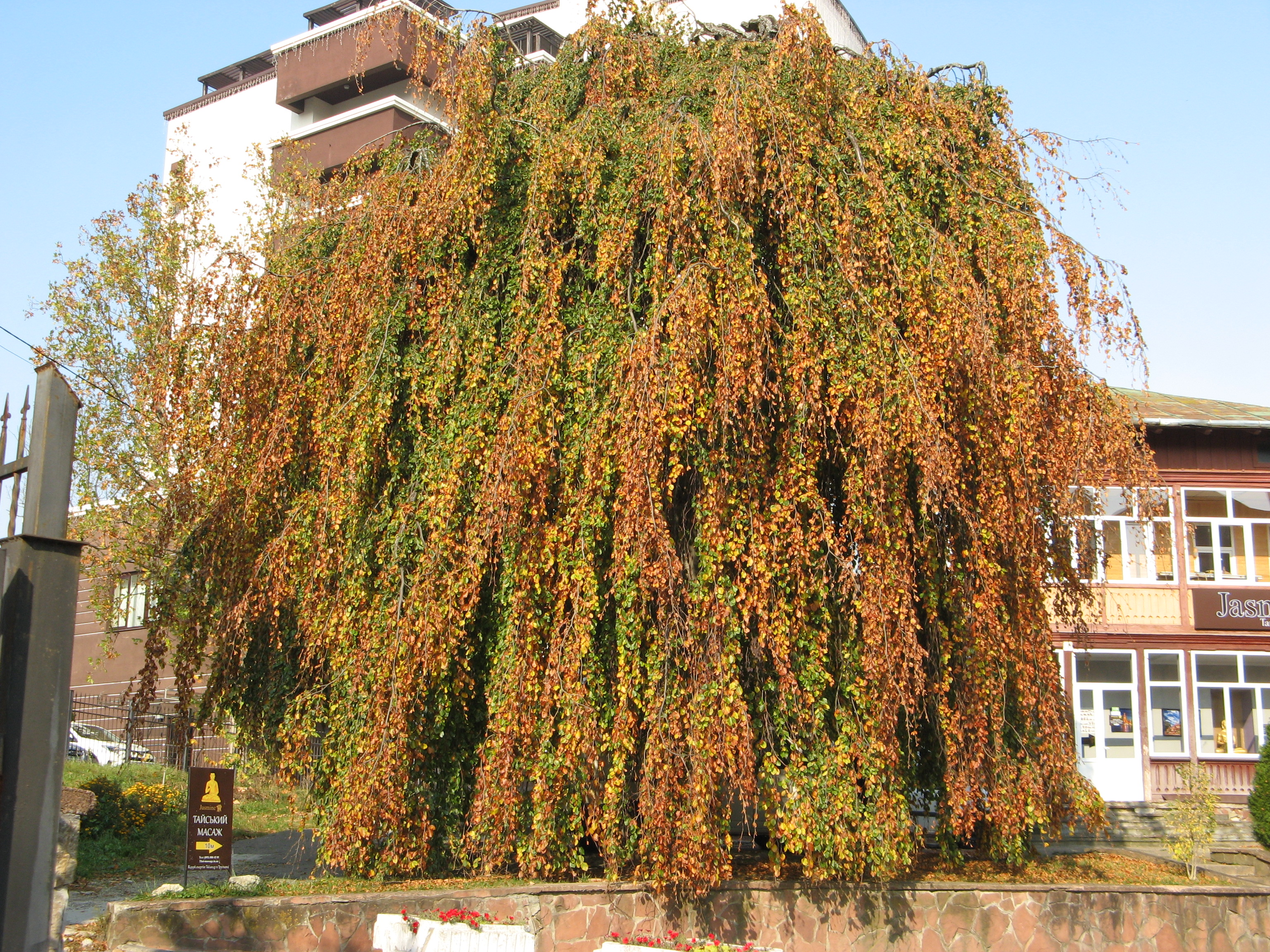
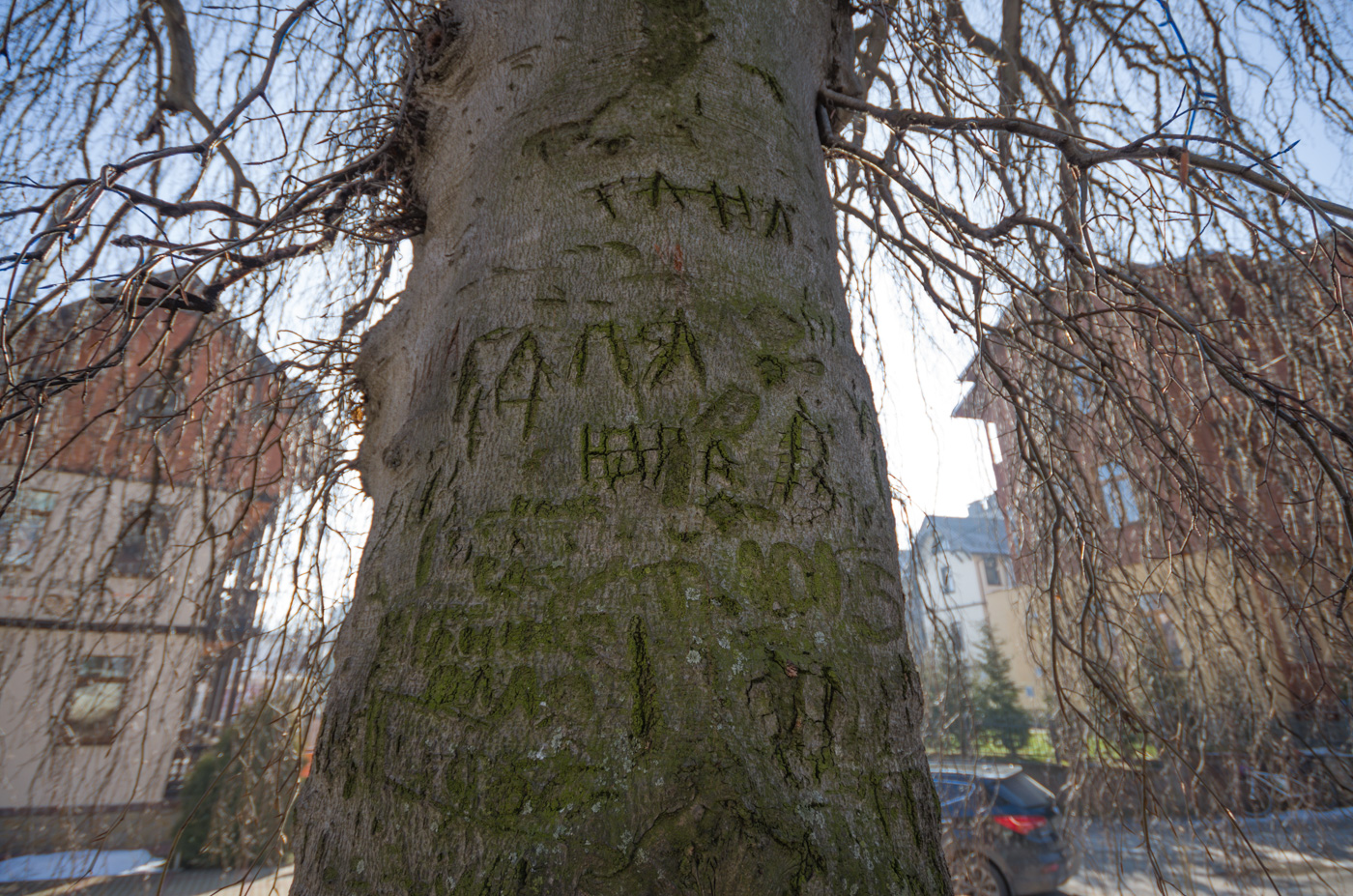